# Шанидзе, Ираклий Михайлович
Ираклий Михайлович Шанидзе (род. 18 октября 1968, Тбилиси) — грузинский профессиональный фотограф, основатель, декан Международной академии фотоискусства. Один из ярких, узнаваемых мастеров современной рекламной, арт-фотографии, запоминающейся особым, ироничным, психологическим стилем. Победитель многочисленных международных премий и конкурсов.

## Биография
Ираклий Шанидзе родился 18 октября 1968 года в Тбилиси. Окончил Московский государственный университет, кафедра химической энзимологии. В 1993 году переехал в Детройт, Мичиган (США), в 2001 году получил степень доктора наук в Мичиганском университете. В 2000 году окончил New York Institute of Photography.
Фотографией Ираклий начал заниматься в 12 лет, когда дед подарил ему трофейный фотоаппарат Reflex Korella. Учась в МГУ имени Ломоносова, работал фотокорреспондентом газеты «Вестник Московского Университета». В годы службы в армии являлся фотокорреспондентом газеты «Слава Родины» Прикарпатский военный округ.
В 2000 году открыл фотостудию в Детройте (США).
В 2004 году совместно с Павлом Киселевым учреждает Международную Академию Фотоискусства.
В 2004—2007 как фотограф, сотрудничал с труппой театра Лицедеи.
Работы Шанидзе находятся в постоянной экспозиции галерей: FotoLoft г. Москва, Leica Fotografie International photo stories permanent collection, River Edge Gallery, Wyandotte Также его работы представлены в галереях: Государственный Выставочный Зал Манеж, Санкт-Петербург, The Museum Of Russian Art (MORA)
В качестве рекламного фотографа сотрудничает со многими мультинациональными корпорациями, в частности: Japan Tobacco International, Lexar Microsystems, Inc., Leica Camera AG.
Автор ряда статей по фотографии.
Для фотографий Ираклия характерно использование разнообразных, необычных, изобретенных им самим приемов и техник. В частности, применение сложных схем с использованием зеркал, световых схем, которые позволяют добиться оригинальных эффектов, не прибегая к монтажу и специальным компьютерным программам, используя исключительно фотографические средства.
Ираклий Шанидзе — один из немногих рекламных фотографов, кто в работе пользуется только фотоаппаратами системы Leica M.
Наибольшую популярность ему принесли снимки, выполненные в иронической манере, наполненные аллюзиями, изменчивыми образами и парадоксальным сочетанием форм, рождающие у зрителя необычные визуальные ассоциации
Живёт и работает в Детройте, штат Мичиган (США). В настоящее время Ираклий сконцентрировал свои творческие усилия на визуальной интерпретации классического танца. Среди его клиентов труппа ArtlabJ, The Ballet Detroit Foundation. Артисты балета — Алиса Содолева, Кинан Кампа — Мариинский театр, Виктория Ананян — Les Ballets de Monte Carlo, Патриша Жоу Staatsballett Berlin, Ольга Павлова, Сергей Сидорский Национальная опера Украины, Антон Корсаков Мариинский театр, Даниил Симкин Американский театр балета.
В настоящее время Главный редактор журнала Moving with Detroit (тираж 2500 экз).

## Награды и премии
- 2014 Премия «Лучший фотограф». Шорт-лист номинации «Концептуальная фотография»[18]
- Trierenberg super circuit, золотая медаль, категория портрет, 5’2011  Архивная копия от 2 января 2012 на Wayback Machine
- Professional Nomination, B&W Spider Awards 2010[19]
- Best Photographer, Real Detroit Weekly Magazine Readers Poll, 2’2011[20]
- Best Photographer, Real Detroit Weekly Magazine Readers Poll, 4’2009[21]
- First Prize, SPJ Excellence Award (Michigan chapter) 5’2008[22]
- Российский фотограф года 2007, Номинация «художественная фотография.[23]
- Professional Nomination, B&W Spider Awards 2007[24]
- Специальный приз, Конкурс «Forema», Moscow 2006
- Приз за самую оригинальную работу, Международный конкурс Sony «Like.No.Other.», Москва, Россия 2005

## Выставки
- 2014 Империя абсурда; Хабаровск 6’2014  Архивная копия от 23 сентября 2015 на Wayback Machine
- 2011 Dirty Show Detroit; специальный гость; 2’2011  Архивная копия от 8 декабря 2011 на Wayback Machine  (недоступная ссылка)
- 2011 PhotoVoice Auction 2011 Preview Exhibition 112011 PhotoVoice Auction 2011 Preview Exhibition lot 65
- 2011 River Edge Gallery, Wyandotte MI USA, 1 '2011  (недоступная ссылка)
- 2011 Персональная выставка, Акакао, Санкт-Петербург, Россия, 11’2010
- 2010 Invito Alle Nozze, Персональная выставка, Фотолофт / Арт-Москва, Москва, Россия, 9-10’2010  Архивная копия от 11 сентября 2010 на Wayback Machine
- 2010 Выставка работ студентов International Academy of Photographic Arts, посольство Украины, Токио, Япония; куратор, 5-8’2010
- 2010 PHOTO EXHIBITION TO BENEFIT THE MUSEUM OF RUSSIAN ART (MORA) July 20-30, 2010  (недоступная ссылка)  (недоступная ссылка)  Архивная копия от 24 декабря 2013 на Wayback Machine
- 2010 Персональная выставка «М8Ж», Leica-центр «Яркий Мир», Санкт-Петербург, Россия, 5’2010  Архивная копия от 26 апреля 2012 на Wayback Machine
- 2009 Человек. Круговороты бытия. Выставочный зал Манеж, Санкт-Петербург, Россия, 8’2009[25][26]
- 2008 Free Range Photo https://web.archive.org/web/20110715165240/http://www.redmarines.com/freerangephoto/; 9’2008
- 2008 Leica Fotografie International Magazine, Leica Master Shots permanent collection, 9’2008  Архивная копия от 1 января 2012 на Wayback Machine  Архивная копия от 30 сентября 2013 на Wayback Machine
- 2008 International Photo Festival in Estremos, Portugal  Архивная копия от 21 января 2021 на Wayback Machine; куратор, 9’2008
- 2008 Fotoloft, Moscow, Russia; featured artist for the first issue of Portfolio Magazine, 6’2008
- 2008 Dirty Show Detroit http://www.dirtyshow.org Архивная копия от 21 марта 2016 на Wayback Machine; special quest artist, 2’2008
- 2007 Фотолофт, Москва, Россия; постоянная коллекция 11’2007
- 2007 Univers d’Artistes; featured artist, 11’2007  Архивная копия от 30 августа 2017 на Wayback Machine
- 2007 International Photofestival in Estremoz, Portugal; principal artist 11’2007
- 2007 Severance Gallery, Detroit 7’2007
- 2007 Фестиваль современной фотографии, Центр Современного Искусства «Винзавод», Москва, Россия; featured artist, 5’2007
- 2007 Panhorama Gallery, Tempere, Finland; personal show 5’2007  Архивная копия от 9 сентября 2015 на Wayback Machine
- 2003 Chaplin Club, St. Petersburg, Russia; show «Fine Play» 10’2003
- 2003 Michael Mullan’s Gallery, London ON Canada; group show 8’2003
- 2003 Royal Oak Main Theater, Royal Oak, MI USA; personal show 5’2003
- 2003 «Foto-island», Moscow; Personal show , 3’2003
- 2003 Studio Center, Ann Arbor; exhibition «Russian Eye», principal artist, 3’2003

## Интервью
- Интервью журналу «Собрание» Архивная копия от 4 марта 2016 на Wayback Machine
- Аргументы и Факты Казахстан. № 25/2014. Рубрика «Свободное время» статья «Откровения фотомастера».
- Интервью порталу «Вести Москвы» Архивная копия от 4 марта 2016 на Wayback Machine
- Интервью порталу «Провинция»
- Интервью (недоступная ссылка) газете Экспресс К (Казахстан)
- Интервью (недоступная ссылка) газете «Известия» (Казахстан)
- Интервью Архивная копия от 4 июня 2015 на Wayback Machine радиостанции «Маяк» программа «Разум и чувства»
- Интервью Архивная копия от 4 марта 2016 на Wayback Machine ИА REGNUM
- Журнал «Фотодело»
- Интервью общественно-политическая газета «Время»
- Интервью порталу «Фото Взгляд» Архивная копия от 31 октября 2011 на Wayback Machine
- The Times. Мастеркласс «Шаг к искусству Шанидзе»
- Интервью (недоступная ссылка) Агентство Press KZ
- Интервью PhotoArtCreation Архивная копия от 28 апреля 2017 на Wayback Machine
- Интервью Томские новости+
- Signature Magazin (недоступная ссылка). — P. 14—15. (англ.)

## Публикации
- Irakly Shanidze, «Photography: The Art Of Deception», 2016, Amherst Media Publishing, ISBN 168203092X
- Архивная копия от 30 июня 2016 на Wayback Machine News from the Leica M World ADVENT CALENDAR 12’2014
- Архивная копия от 5 мая 2015 на Wayback Machine Forbes 8’2014
- Irakly Shanidze, photo Keenan Kampa. Teen Vogue USA 11’2013
- Irakly Shanidze, photo Keenan Kampa. Glamour Spain 12’2013
- Gary Avanesyan, Pavel Dolezhal, Irakly Shanidze, Ed Tevosov. «Snipers in Love», Prague 2003 ISBN 80-86315-07-X
- Ираклий Шанидзе, Журнал Portfolio Fotoloft
- Ираклий Шанидзе, «Портрет в фуражке с поросёнком», Siberian Photo 6’2001
- Ираклий Шанидзе, «Макрофотография», Siberian Photo 1’2002
- Ираклий Шанидзе, «Управление цветами в цифровой фотографии», Siberian Photo, 2’2002
- Ираклий Шанидзе, «Телеобъективы. Фотография для сильных и состоятельных», Siberian Photo 3’2002
- Ираклий Шанидзе, «Десять советов начинающему фотографу», Siberian Photo 4’2002
- Evgeny Safian, Irakly Shanidze, «Сплит-тонирование вчера и сегодня», Siberian Photo 6’2002
- Irakly Shanidze, «Contax N Digital», Siberian Photo 1’2003
- Ираклий Шанидзе, «Contax N Digital» (English translation)
- Ираклий Шанидзе, «Гламур в фотографии», Siberian Photo 6’2003
- Ираклий Шанидзe, «Canon EOS 10D», PRO Photo (5-6) 2003, Москва, Россия
- Ираклий Шанидзе, «Фабрика ангелов», PRO Photo, (7) 2003, Москва, Россия
- Irakly Shanidze, «Leica Digilux 2», PRO Photo 6(16) 2004
- Ираклий Шанидзе, «Костюм», «Rolex Oyster Perpetual»; Сборник «Совершенно Несерьезно», коллектив авторов под эгидой lib.ru, 2006
- Irakly Shanidze, «The Elements of Style»,
- Irakly Shanidze, «Tulip of Passion»,
- Irakly Shanidze, «Digital Technologies in Teaching Photography»,
- Pavel Kiselev, Irakly Shanidze, «Photography as a Way of Life»,
- Irakly Shanidze, «Camera and Photographic Style»,
- Irakly Shanidze, «Camera and Photographic Style» (Russian translation),
- Irakly Shanidze, «Carl Zeiss ZM For Image Connoisseurs»,
- Irakly Shanidze, «Perfume Photography»,
- Ираклий Шанидзе, «Композиция и зрительная гармония», Digital Photo, 2.2006, Москва, Россия
- Ираклий Шанидзе, «Империя абсурда», Free Time, 4’2010, Москва, Россия  Архивная копия от 15 марта 2016 на Wayback Machine
- Ираклий Шанидзе, «Япония: Вчера. И завтра», журнал Sharp, 4.2011, Москва, Россия  Архивная копия от 30 декабря 2011 на Wayback Machine
- Ираклий Шанидзе, «Ираклий Шанидзе: как себя продать подороже?», Информационный портал «Вести Москвы» 06.2014, Москва, Россия  Архивная копия от 4 марта 2016 на Wayback Machine
- Irakly Shanidze, «Photography: The Art of Deception: How to Reveal the Truth by Deceiving the Eye» Amherst Media (November 15, 2016), ISBN 1-68203-092-X, ISBN 978-1-68203-092-9